# De nicăieri spre nicăieri
De nicăieri spre nicăieri (în poloneză Znikąd donikąd) este un film de război polonez din 1975, regizat de Kazimierz Kutz⁠(d). Rolurile principale sunt interpretate de actorii Jerzy Trela și Jadwiga Jankowska⁠(d).
Acțiunea filmului are loc în toamna anului 1945 într-un sat polonez ocupat de o unitate a Armatei Teritoriale și urmărește relația luptătorilor acestei trupe cu localnicii și conflictul lor cu autoritățile comuniste instalate în urma războiului.

## Rezumat
O unitate a Armatei Teritoriale (Armia Krajowa), comandată de locotenentul Groźny, nu a depus armele, ci își desfășoară activitatea în toamna anului 1945 în regiunea Żywiecczyzna⁠(d) din sudul Poloniei, luptând împotriva autorităților instalate de regimul comunist. Hăituită de autorități, unitatea locotenentului Groźny reușește să iasă din încercuire și ocupă un sat. Groźny încearcă să obțină aici un pic de răgaz pentru odihna luptătorilor săi, completarea proviziilor de hrană și ajutarea rănitului „Kordian”. Rănitul este îngrijit de medicul Stefan, un fost camarad al lui Groźny, care-i cere însă prietenului său să părăsească satul petru a nu-i expune pe localnici unui conflict militar între cele două tabere. Unitatea paramilitară nu părăsește satul, iar „Kordian” este îngrijit de învățătoarea Marta, care locuiește în aceeași casă cu Stefan.
Conflictul între luptători și localnici se acutizează atunci când un grup condus de „Fabian” încearcă să găsească un lider comunist local și, nereușind să dea de urma lui, îi sparge casa, îi violează soția și ucide un cioban care o apăra. Satul devine scena unor confruntări sângeroase.

## Distribuție
- Jerzy Trela — locotenentul Jerzy „Groźny”, comandantul unității
- Jadwiga Jankowska⁠(d) — învățătoarea Marta
- Leonard Pietraszak⁠(d) — „Fabian”
- Olgierd Łukaszewicz — „Kordian”
- Jerzy Fedorowicz⁠(d) — „Ren”, aghiotantul lui „Groźny”
- Jerzy Zelnik⁠(d) — medicul Stefan, prieten cu „Groźny”
- Jerzy Bączek⁠(d)
- Kazimierz Borowiec⁠(d) — Józef Wyra, secretar al Partidului Muncitorilor Polonezi
- Jerzy Braszka⁠(d) — „Dzik” („Mistrețul”)
- Ewa Ciepiela⁠(d) — soția lui Wyra
- Marek Dowmunt
- Jerzy Góralczyk
- Stanisław Igar⁠(d) — „Coco”, maestru echilibrist
- Zofia Jamry-Kosek — dansatoarea Liliana
- Czesław Jaroszyński⁠(d) — preotul
- Rajmund Jarosz
- Jerzy Jogałła⁠(d) — ofițer KBW, prieten cu „Groźny”
- W Kocko
- Bernard Krawczyk⁠(d) — „Kruk” („Corbul)
- Wojciech Krupiński
- Jan Krzyżanowski⁠(d)
- Tadeusz Madeja⁠(d) — „Poświst” („Fluier”)
- Jerzy Michotek⁠(d) — colonelul rus
- Andrzej Precigs⁠(d) — membru al filialei
- Adam Raczkowski
- Adam Romanowski
- Bengt Scotland — ofițer britanic
- Maciej Szary⁠(d)
- Janusz Szydłowski
- Kazimierz Witkiewicz⁠(d) — ofițer britanic
- Ferdynand Wójcik
- Wiesław Wójcik
- Ferdynand Załuski
- Zygmunt Zintel⁠(d) — sacristan
- Leopold René Nowak⁠(d) — membru al filialei (nemenționat)

## Producție
Filmul a fost produs de compania Zespół Filmowy Silesia și a fost regizat de Kazimierz Kutz⁠(d).
Filmările s-au desfășurat sub coordonarea directorului de imagine Krzysztof Winiewicz și au avut loc în satul Jaworki⁠(d) din voievodatul Polonia Mică. Rolurile principale au fost interpretate de actorii Jerzy Trela și Jadwiga Jankowska-Cieślak⁠(d).

## Recepție

### Lansare
Premiera filmului în România a avut loc în 26 aprilie 1976; filmul a rulat în perioada următoare în unele cinematografe bucureștene precum Lumina (aprilie 1976).

### Aprecieri critice
Mesajul ideologic al filmului lui Kutz, care prezenta o unitate de foști militari ai Armatei Teritoriale ca o bandă fără ideologie, a stârnit nemulțumire în multe cercuri, dar, totuși, orice critică la adresa operei cinematografice a fost împiedicată de cenzură. Organele de cenzură au eliminat, printre altele, o recenzie a acestui film intitulată „Straceńcy zeszli z gór” („Învinșii au coborât din munți”), scrisă de Józef Narkowicz pentru a fi publicată în săptămânalul Czas. Narkowicz a scris în recenzia sa că regizorul Kutz „a prezentat o imagine care seamănă cu o ilustrare a tezelor de propagandă despre Armata Teritorială de la începutul anilor 1950...”.